# Mammea bongo
Mammea bongo är en tvåhjärtbladig växtart som först beskrevs av R. Viguier och Humbert, och fick sitt nu gällande namn av André Joseph Guillaume Henri Kostermans. Mammea bongo ingår i släktet Mammea och familjen Calophyllaceae. Inga underarter finns listade i Catalogue of Life.